# Кой, Александр
Александр Кой (пол. Aleksander Koj, 25 февраля 1935, Гана, Опольское воеводство, Польша — 29 декабря 2016) — польский учёный, биохимик и молекулярный биолог, многолетний ректор Ягеллонского университета, член Польской академии знаний и Польской академии наук, почётный доктор Ягеллонского, Кливлендского и Хартфордского университетов.

## Биография
С 1951 по 1957 год изучал медицину на врачебном факультете Краковской медицинской Академии. В 1961 году получил научную степень доктора медицинских наук. В 1969 года стал хабилитированным доктором, защитив на кафедре биохимии работу «Wpływ urazu na szybkość syntezy fibrynogenu» (Воздействие травмы на скорость синтеза фибриногена). В 1976 году стал доктором естественных наук. Основная сфера научной деятельности — исследования в области энзимологии, иммунологии, молекулярной биологии и клинической патофизиологии.
С 1953 по 1967 год работал научным сотрудником на кафедре физиологической химии Краковской медицинской академии, затем перешёл на кафедру биологии и наук Ягеллонского университета. С 1976 года был экстраординарным профессором и с 1990 года — ординарным профессором. В это же время периодически работал в университетах Канады и США. С 1977 по 1981 год Александр Кой был директором Института молекулярной биологии Ягеллонского университета. С 1986 по 1993 год был заведующим кафедрой биохимии животных и в 1994 года был назначен директором лаборатории регуляции метаболизма. С 1984 по 1987 год занимал пост проректора Ягеллонского университета.
Трижды занимал пост ректора Ягеллонского университета (1987—1990, 1993—1996 и 1996—1999).
В 1989 году был избран действительным членом Польской академии знаний и в 1991 году — членом Польской академии наук.
В 2005 году вышел на пенсию.

## Награды и звания
- Кавалерский крест Ордена Возрождения Польши (1976)[3];
- Премия Фонда польской науки[англ.] (1996);
- Офицерский крест Ордена Возрождения Польши (1999)[4];
- Командорский крест Ордена Возрождения Польши (2011)[5].